# Herodotus (månkrater)
Herodotus är en nedslagskrater på månen. Den befinner sig i Stormarnas ocean på månens framsida nära kratern Aristarchus.
Herodotus är uppkallad efter den grekiska historikern Herodotos (484 f.Kr.-425 f.Kr.) och fick sitt officiella namn tilldelat av den Internationella astronomiska unionen (IAU) år 1935., , 

## Satellitkratrar
De kratrar som kallas satelliter är små kratrar som ligger i eller nära huvudkratern. De bildas vanligtvis oberoende av huvudkratern, men de ges samma namn som denna med tillägg av en stor bokstav. På månkartor är dessa objekt genom konvention identifierade genom att placera ut bokstaven på den sida av kraterns mittpunkt som är närmast huvudkratern., 
Herodotus har följande satellitkratrar:
| Herodotus | Latitud | Longitud | Diameter |
| --------- | ------- | -------- | -------- |
| A         | 21.5° N | 52.0° V  | 10 km    |
| B         | 22.6° N | 55.4° V  | 6 km     |
| C         | 21.9° N | 55.0° V  | 5 km     |
| E         | 29.5° N | 51.8° V  | 48 km    |
| G         | 24.7° N | 50.2° V  | 4 km     |
| H         | 26.8° N | 50.0° V  | 6 km     |
| K         | 24.5° N | 51.9° V  | 5 km     |
| L         | 26.1° N | 53.2° V  | 4 km     |
| N         | 23.7° N | 50.0° V  | 4 km     |
| R         | 27.3° N | 53.9° V  | 4 km     |
| S         | 27.7° N | 53.4° V  | 4 km     |
| T         | 27.9° N | 53.8° V  | 5 km     |

Följande satellitkrater har fått ett nytt namn tilldelade av IAU.
- Herodotus D — Se kratern Ramankratern.